# Petiso Argentino
Petiso Argentino är en hästras av ponnytyp som utvecklats i Argentina sedan mitten av 1900-talet. Under 1980-alet ingick flera olika sorters raser i namnet Petiso Argentino men är numera en helt egen ras. Det är en mycket härdig ponny som används som ridponny för barn och ibland även inom lättare jordbruk.

## Historia
Petiso Argentino betyder argentinsk ponny och denna ras är relativt nyutvecklad. Petiso Argentino-ponnyerna började avlas fram under mitten av 1900-talet genom att man korsade små Shetlandsponnyer och Welshponnyer med större hästar som den inhemska Criollon.
1982 öppnades stamboken för Petiso Argentino men namnet innefattade både den nyutvecklade rasen, Shetlandsponnyer, Welshponnyer och korsningar mellan dessa. Idag anses Petiso Argentino vara en egen ras även om Welshponnyer och Shetlandsponnyer fortfarande registreras i samma stambok.

## Egenskaper
Petiso Argentinon har många likheter med Shetlandsponnyn, men har något längre ben. Exteriören är proportionerlig och huvudet är litet med små öron men något ädlare än hos Shetlandsponnyn och visar på inflytandet av Criollo. Benen är starka, nacken är kraftig och huvudet har en rak eller lätt utåtbuktande nosprofil. 
Mankhöjden kan variera ganska kraftigt hos ponnyerna som kan bli allt mellan 110 och 140 cm. Hårremmen är tjock och kan komma i alla färger utom skäck.  